# 藏芥属
藏芥属（学名：Phaeonychium）是十字花科下的一个属，为多年生草本植物。该属共有2－3种，分布于喜马拉雅。